# Université Hardin–Simmons
Pour les articles homonymes, voir HSU.
L'université Hardin–Simmons (en anglais : Hardin–Simmons University ou HSU) est une université privée chrétienne évangélique baptiste, située à Abilene, dans le comté de Taylor, Texas, aux États-Unis. Elle est affiliée à la Baptist General Convention of Texas (en) (Convention baptiste du Sud).

## Historique
L'université est fondée en 1891 sous le nom d'Abilene Baptist College par la Sweetwater Baptist Association et un groupe d'éleveurs de bétail et de pasteurs qui cherchaient à apporter l'enseignement supérieur chrétien dans le Sud-Ouest . En 1925, elle est renommée université Simmons, puis université Hardin-Simmons en 1934 en l'honneur de Mary et John G. Hardin, des donateurs majeurs. Pour l'année 2023-2024, elle comptait 1 655 étudiants.

## Affiliations
Elle est affiliée à la Baptist General Convention of Texas (en) (Convention baptiste du Sud) . Elle est membre de l'Association internationale des collèges et universités baptistes.

## Étudiants notables
- Owen J. Baggett
- Joyce Gabiola
- John Leland Atwood
- Harvey Catchings
- Don Collier
- Terri Hendrix
- Stedman Graham
- Willis Whitfield

## Galerie

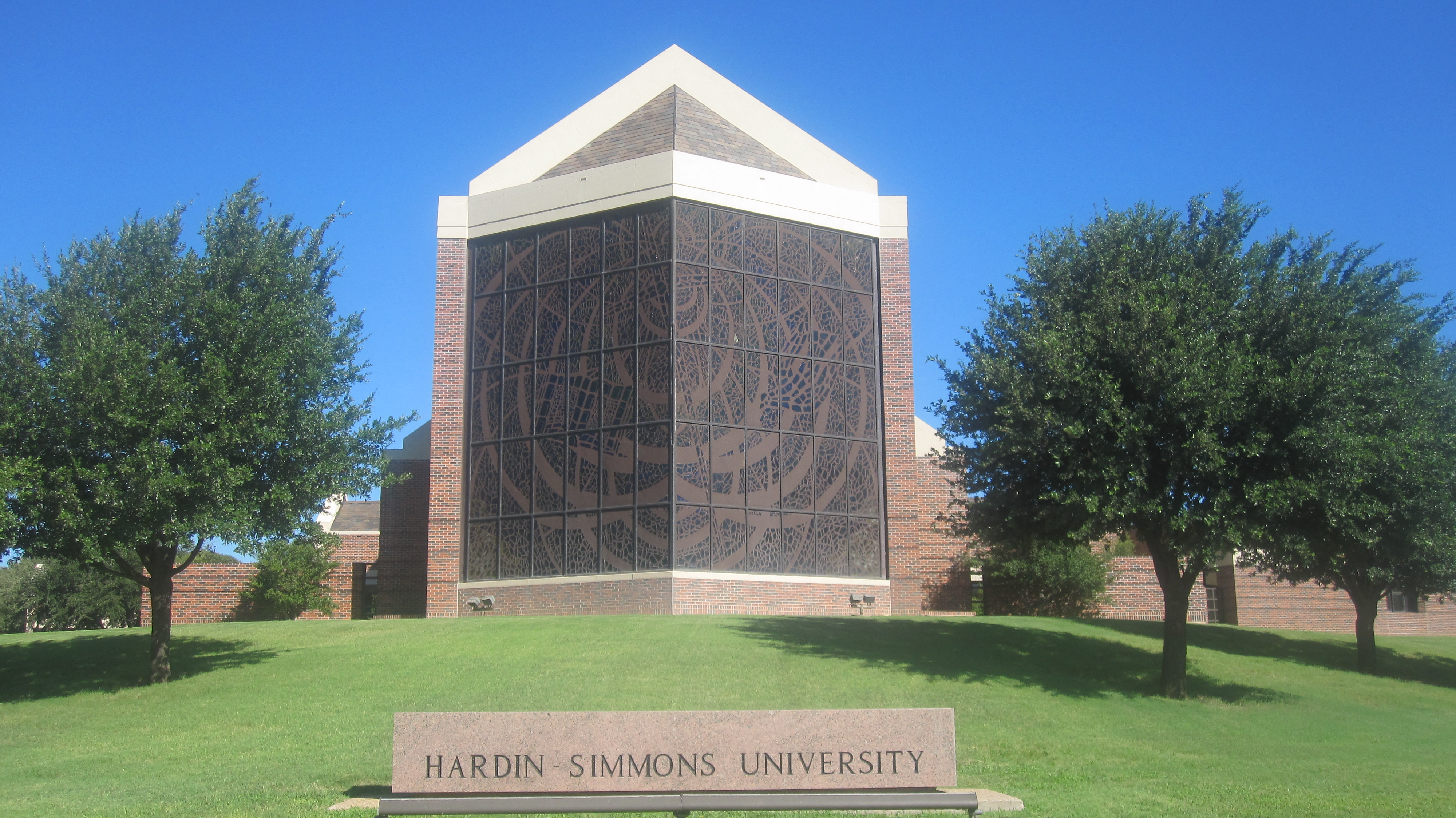
Chapelle de la Charles Logsdon School of Theology
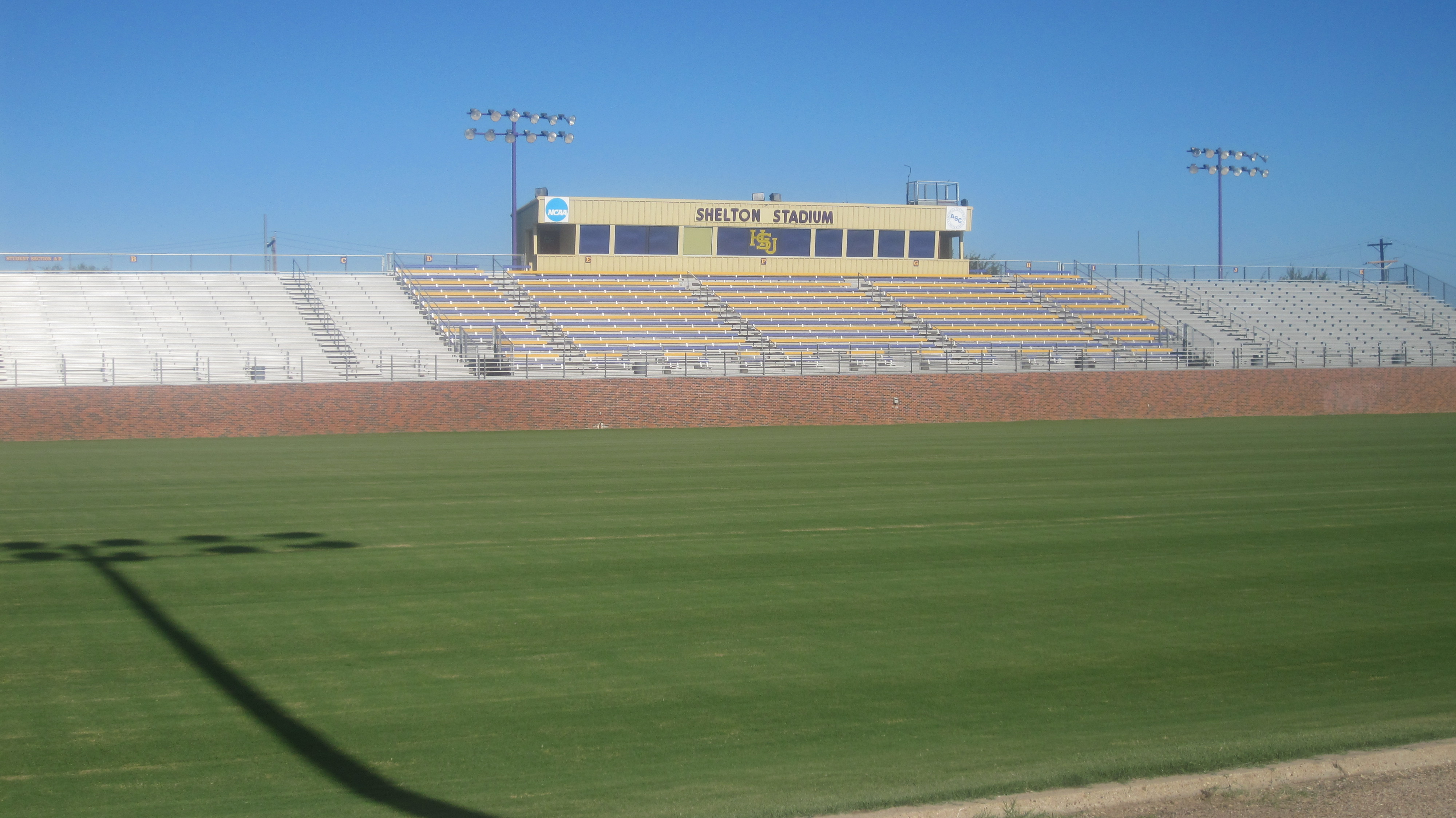
Le Shelton Stadium
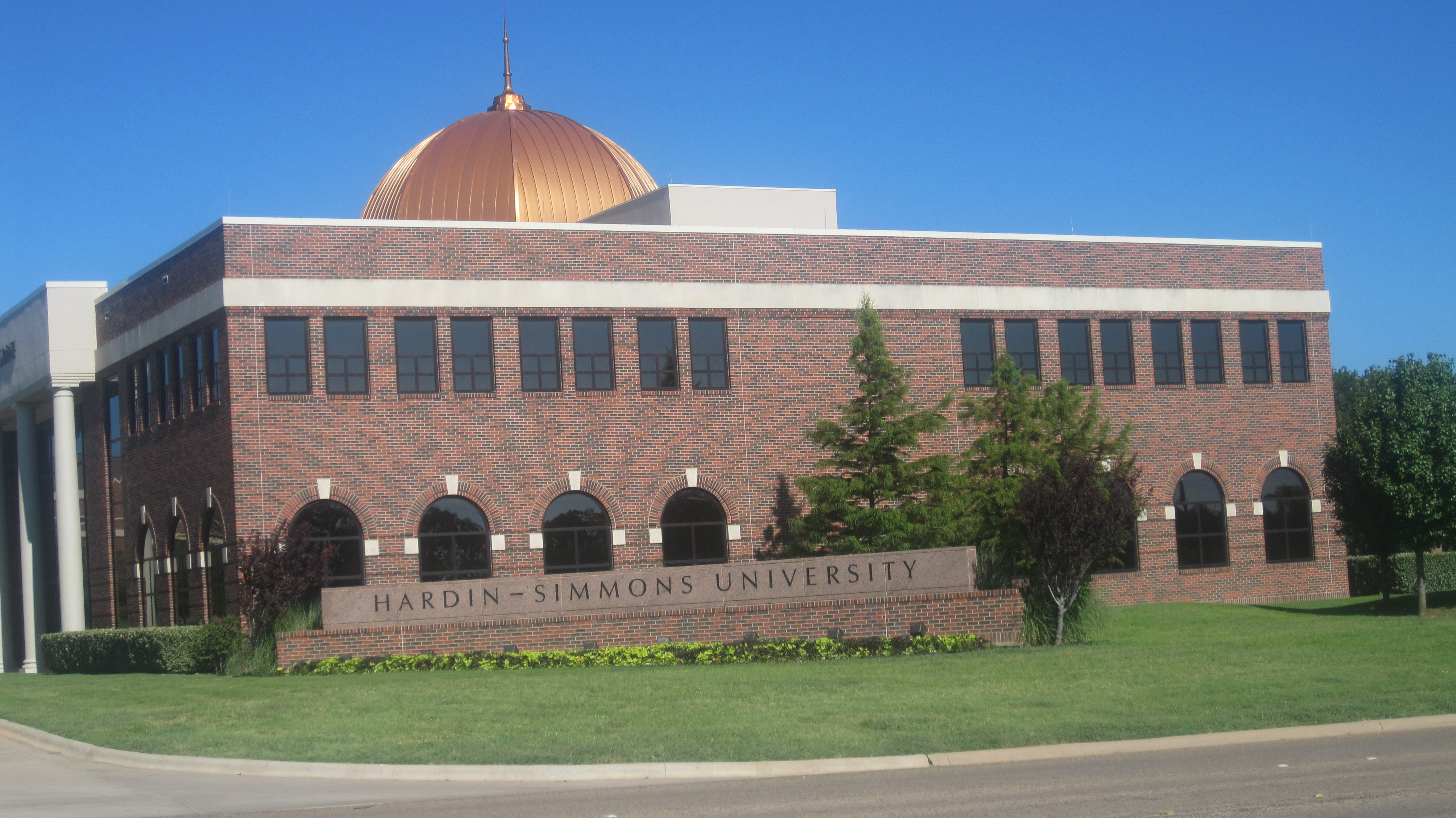
Bâtiment des Sciences sociales
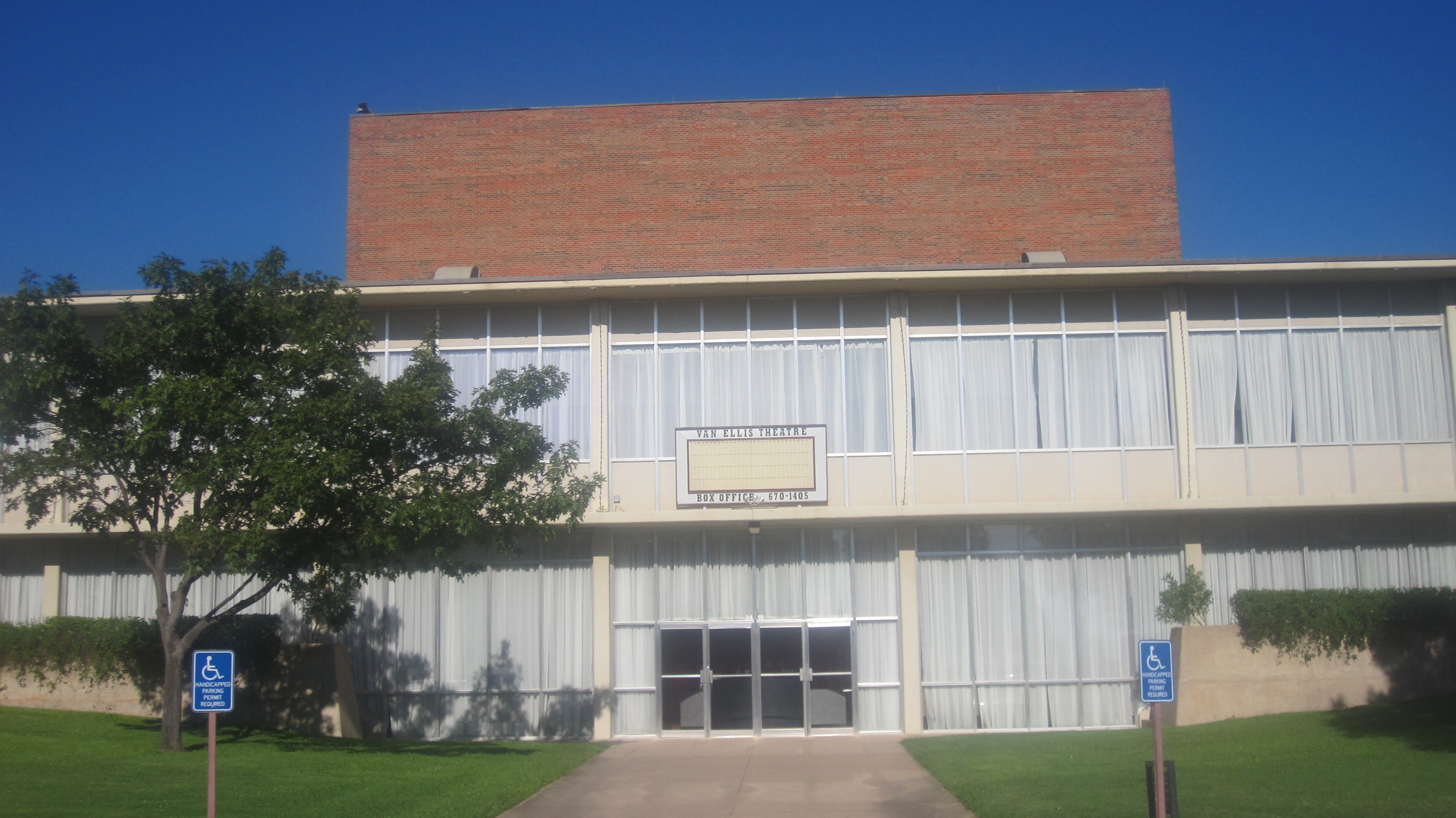
Van Ellis Theatre
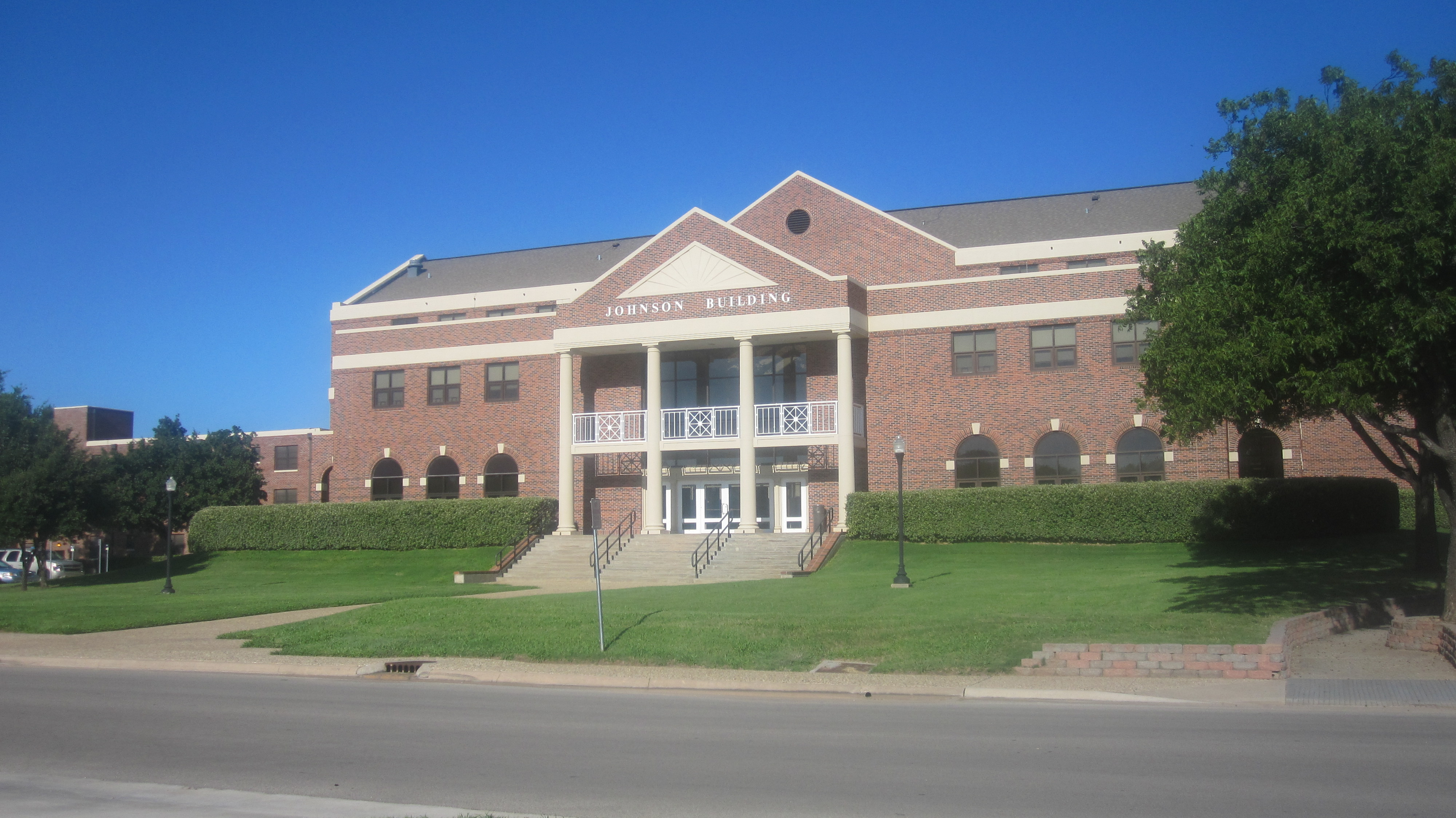
Johnson Building (présidence de l'université) et le Kelley College of Business
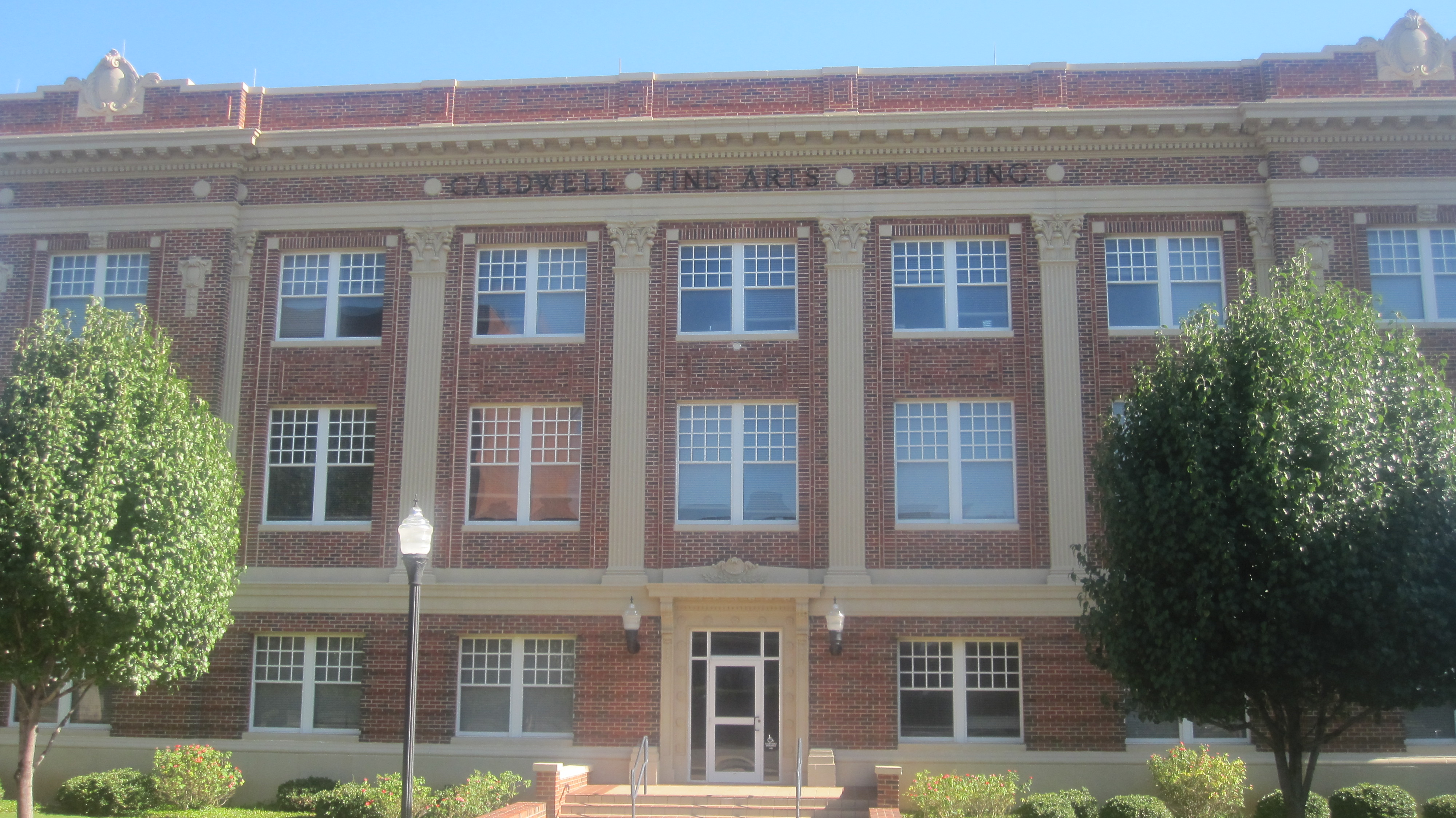
Caldwell Fine Arts Building
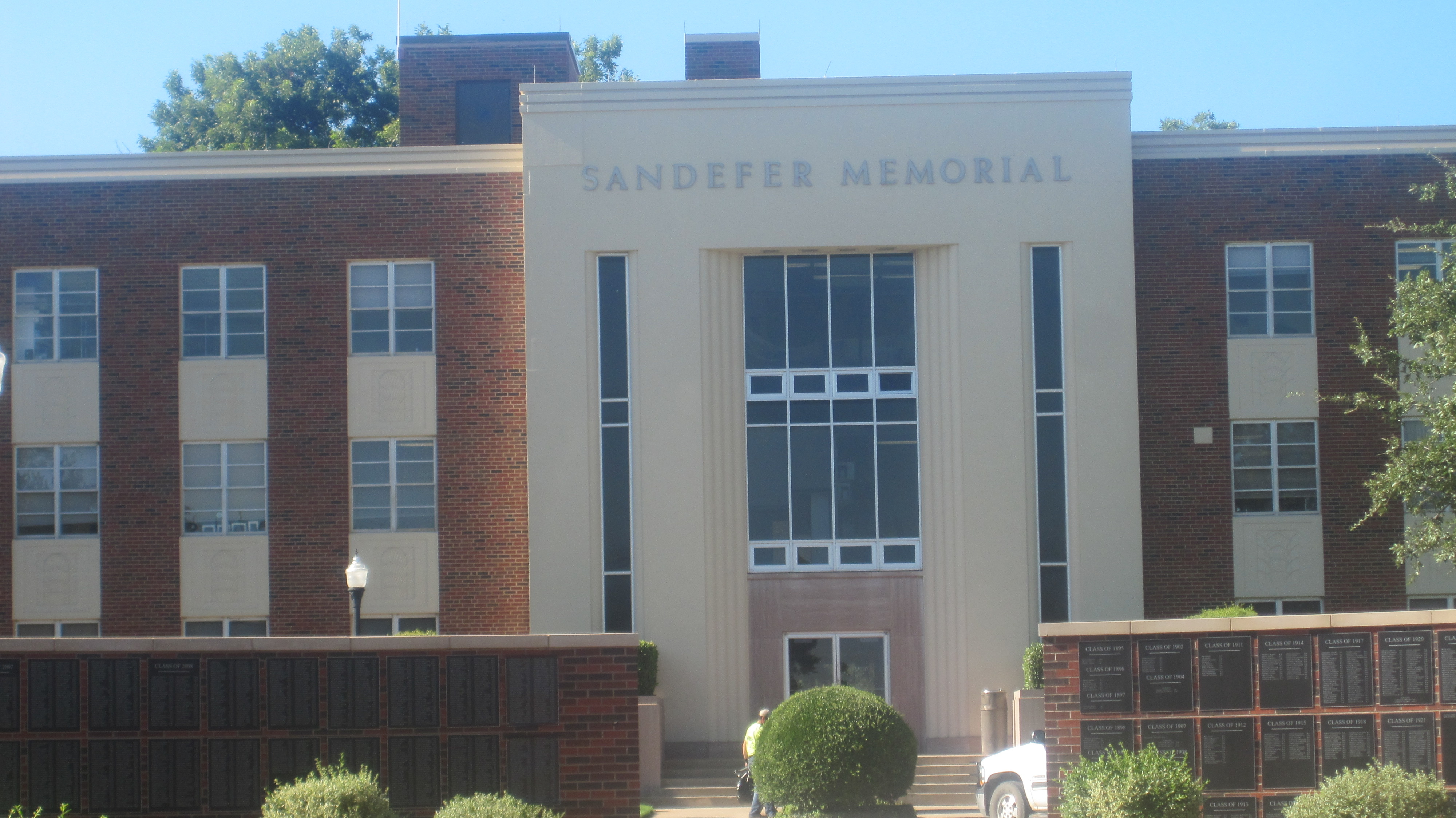
Sandefer Memorial Building
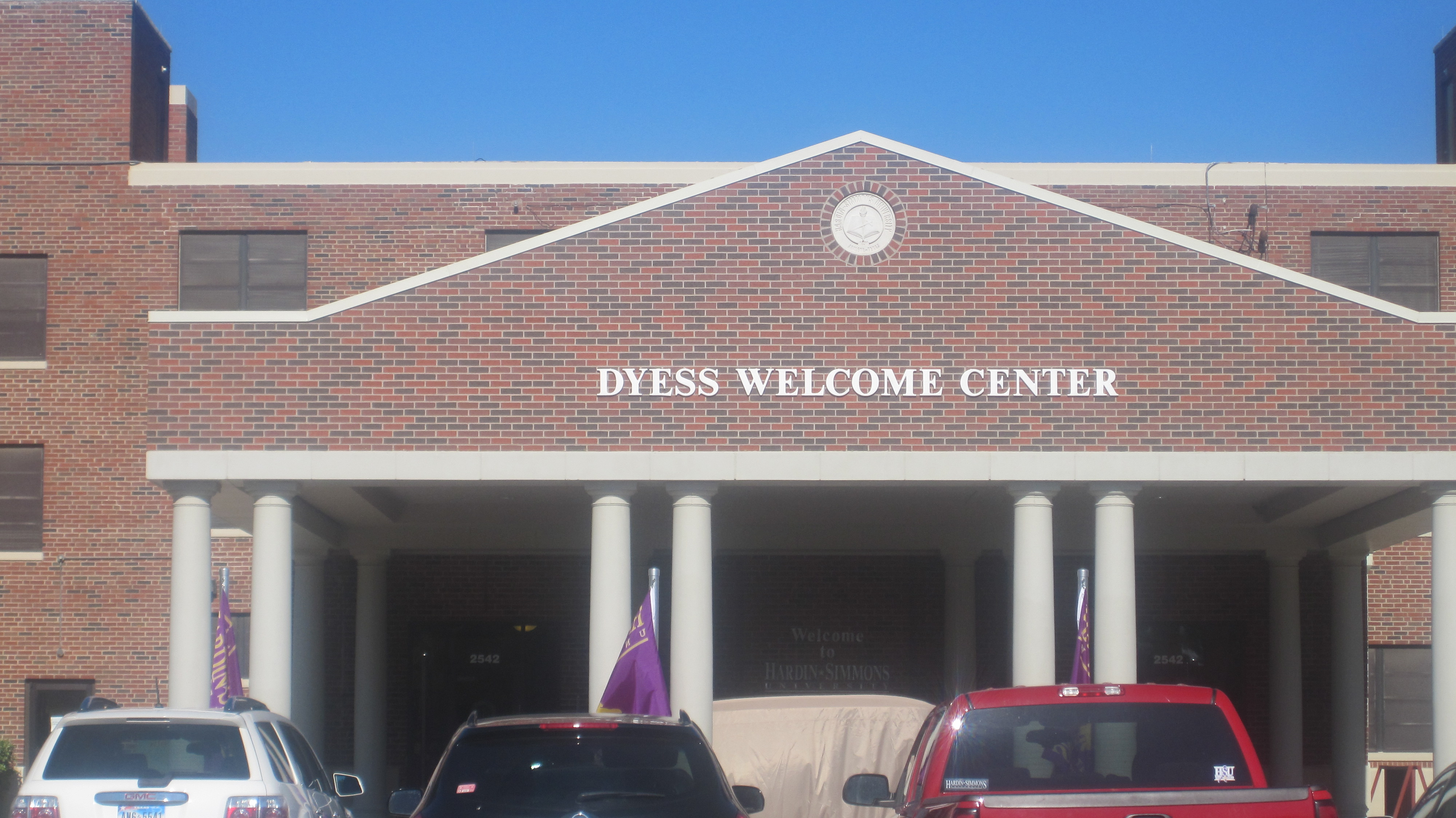
Dyess Welcome Center
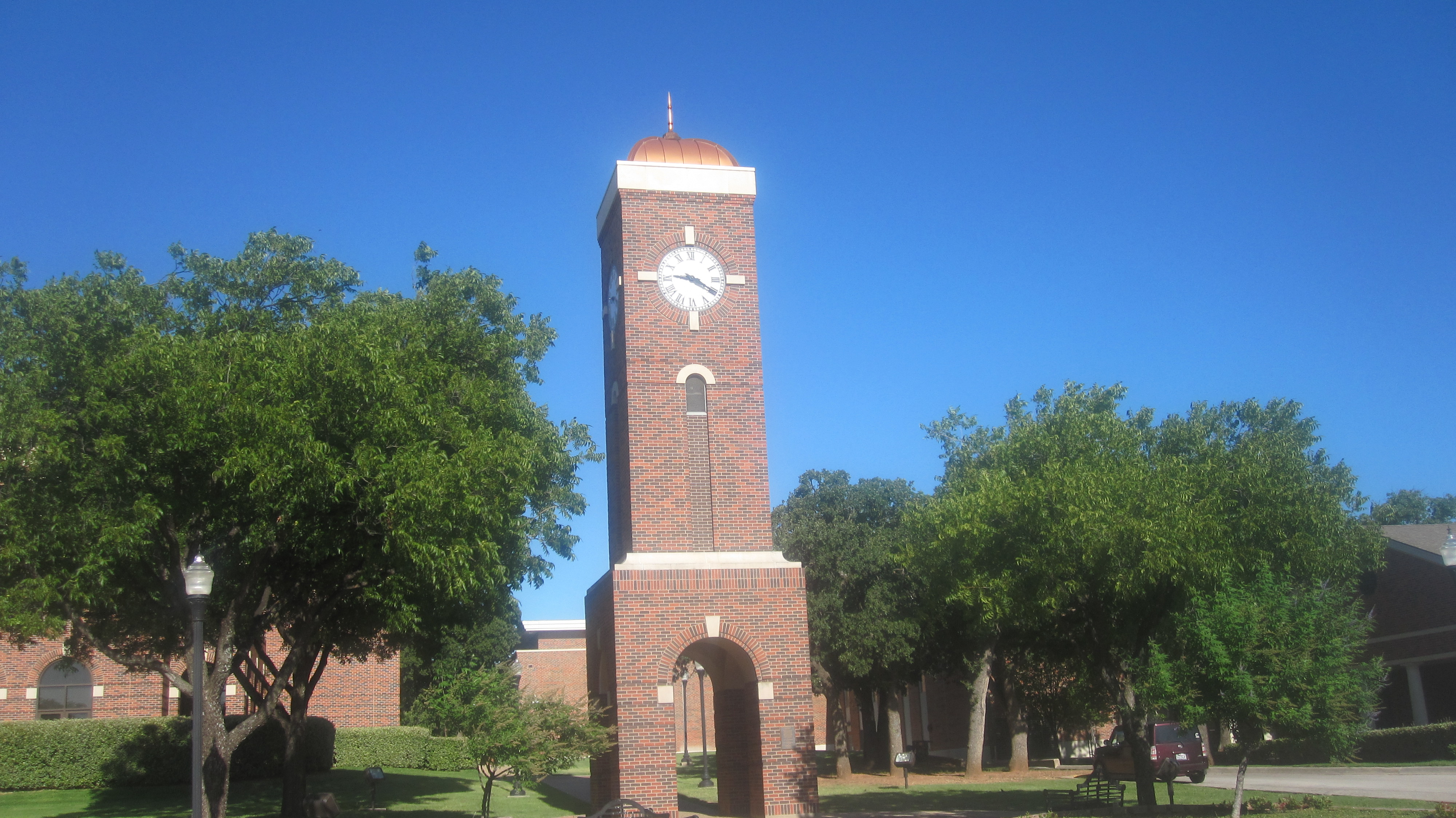
HSU Clock Tower